# 汪三益
汪三益（1581年—？），字念沖，號蟠阳，山东济南府历城县人，明朝政治人物。

## 生平
万历三十一年（1603年）癸卯科山东乡试举人，三十五年（1607年）丁未科進士，都察院觀政，初授行人，四十一年丁憂。

## 著作
輯註有《參籌祕書》十卷，四庫禁燬。

## 家族
曾祖汪成䌚。祖父汪應蕃。父汪容。前母吴氏，母劉氏，継母趙氏。具庆下。兄三省。弟三策。